# Petrus- en Pauluskerk (Straelen)
De HH. Petrus- en Pauluskerk (Duits: Pfarrkirche St. Peter und Paul) is de monumentale rooms-katholieke parochiekerk van de Duitse plaats Straelen (Noordrijn-Westfalen).

## Geschiedenis
Aan de huidige kerk gingen ten minste twee voorgangers vooraf: een voorromaanse zaalkerk en een romaanse kerk. De huidige drieschepige hallenkerk kwam tijdens meerdere bouwfasen tot stand. De vier westelijke traveeën en de toren van de kerk gaan terug op het begin van de 15e eeuw. De drie onderste torenverdiepingen zijn van tufsteen opgetrokken en dateren van de romaanse kerk uit circa 1200. Het bovendeel van de toren, waar lagen zand- en baksteen elkaar afwisselen, werd in 1612 vernieuwd.
Duidelijk herkenbaar is het onderscheidende oostelijke deel van de hallenkerk, dat in de tweede helft van de 15e eeuw werd gebouwd. Het betreft een pseudobasilicale bouw van drie traveeën met even brede beuken. Aan het driezijdig gesloten koor sluiten zich twee rechthoekige ruimten aan. De noordelijke ruimte dient als zijkapel, de zuidelijke als sacristie.
De westelijke hallenkerk wordt afgedekt met drie parallelle zadeldaken, terwijl het oostelijke middenschip wordt afgesloten met een hoog schilddak en de beide zijschepen met lessenaarsdaken. Het westelijke deel van de kerk bezit kruisribgewelven, van het oostelijke deel bezit het middenschip een netgewelf en de beide zijschepen kruisribgewelven terwijl het koor een stergewelf bezit.
In de jaren 1979-1980 werd in de koor- en middenschipgewelven van de oostelijke bouwdelen fresco's uit 1497 blootgelegd.

## Inrichting
- De sacramentstoren van witte zandsteen in het koor stamt uit 1500.
- Het koorgestoelte dateert uit de tweede helft van de 15e eeuw.
- Uit de romaanse tijd stamt het doopvont met reliëfs.
- Het altaar toont voorstellingen uit het leven van Maria. Het werd gemaakt in 1480 in Nedersaksen.
- De grote klok dateert uit 1469 (c1), de andere drie klokken dateren uit 1820 (f1) en 1972 (es1 en g1).

## Orgel
Het orgel werd in 1988 door de orgelbouwfirma gebr. Stockmann uit Werl gebouwd in de oude, neogotische orgelkas. Daarbij werden de registers van het oude instrument opnieuw gebruikt. Het instrument bezit 43 registers verdeeld over drie manualen en pedaal. De speeltracturen zijn mechanisch, de registertracturen zijn elektrisch.